# Liga lekkoatletyczna sezon 2015
Liga lekkoatletyczna sezon 2015 – rozgrywki ligowe organizowane przez Polski Związek Lekkiej Atletyki, podzielone na klasy rozgrywkowe: ekstraklasę i I ligę. 
Zawody rozgrywane są w dwóch rzutach, wiosenne mityngi oraz jesienne zawody finałowe. 
O kolejności drużyn w rozgrywkach Ekstraklasy i I Ligi decyduje suma punktów za oba rzuty. W przypadku równej liczby punktów o lepszym miejscu decyduje większa liczba punktów uzyskanych w II rundzie, a w razie ich równości większa liczba zwycięstw lub lepszych kolejnych miejsc w II rzucie.
Po rozgrywkach roku 2015 z Ekstraklasy spadają zespoły sklasyfikowane na miejscach 15 i 16. Ich miejsca zajmują 2 zespoły najwyżej sklasyfikowane w I lidze.
Od sezonu 2015 w zawodach Ligi Lekkoatletycznej punktowane będą zajęte miejsce, a nie wyniki. Punktacja będzie analogiczna do tej stosowanej w Drużynowych Mistrzostwach Europy.
I rzut ekstraklasy zaplanowany jest w Białej Podlaskiej na 30 maja 2015r., II rzut Kraków 12 września 2015r.

## Ekstraklasa - zespoły
| Miejsce | Nazwa klubu                         | I rzut - pkt. | II rzut - pkt. | Ilość Punktów razem | Uwagi                  |
| ------- | ----------------------------------- | ------------- | -------------- | ------------------- | ---------------------- |
| 1       | AZS AWF Warszawa                    | 3386          | 3286           | 6672                |                        |
| 2       | KS AZS AWF Kraków (m)               | 3312          | 3229           | 6541                |                        |
| 3       | KS Podlasie Białystok               | 3324          | 3013           | 6337                |                        |
| 4       | KS AZS AWF Biała Podlaska           | 3075          | 2675           | 5750                |                        |
| 5       | AZS UMCS Lublin                     | 2880          | 2738           | 5618                |                        |
| 6       | AZS KU Politechniki Opolskiej Opole | 2803          | 2534           | 5337                | wycofany po sezonie    |
| 7       | AZS Łódź                            | 2421          | 2536           | 4957                | wycofany po sezonie    |
| 8       | KS Agros Zamość                     | 2501          | 2279           | 4780                |                        |
| 9       | WKS Wawel Kraków                    | 2552          | 2077           | 4629                |                        |
| 10      | MKL Toruń                           | 2511          | 2098           | 4609                |                        |
| 11      | GKS Olimpia Grudziądz               | 2302          | 2235           | 4537                |                        |
| 12      | TS AKS Chorzów (b)                  | 2211          | 1510           | 3721                | wycofany po sezonie    |
| 13      | GKS Piast Gliwice (b)               | 1858          | 1850           | 3708                |                        |
| 14      | MKS Bolesłavia Bolesławiec (b)      | 1714          | 1243           | 2957                | spadek                 |
| 15      | SL WKS Zawisza Bydgoszcz            |               |                |                     | wycofany przed sezonem |
| 16      | ULKS Lipniki (b)                    |               |                |                     | wycofany przed sezonem |

- Po sezonie z rozgrywek ekstraklasy wycofały się drużyny Politechniki Opole, AZS Łódź, AKS Chorzów, dzięki czemu utrzymał się Piast Gliwice. Na ich miejsce awansowały I ligowa Resovia i Cracovia. Wcześniej awans zapewniły sobie drużyny z miejsca 1 i 2, Płomień Sosnowiec i Budowlani Częstochowa. Następny sezon liga 14 zespołowa.

| Opis tabeli ekstraklasy:               |
| -------------------------------------- |
| (m) - Mistrz z poprzedniego sezonu     |
| (b) - beniaminek                       |
| DNS - drużyna nieskwalifikowana        |
| mistrzostwo                            |
| spadek lub wycofanie klubu z rozgrywek |